# Ça arrive dans les meilleures familles
Ça arrive dans les meilleures familles — In the Best Families  dans l'édition originale américaine — est un roman policier américain de Rex Stout, publié en 1950. C’est le treizième roman de la série policière ayant pour héros Nero Wolfe et son assistant Archie Goodwin.

## Personnages
- Nero Wolfe : détective privé
- Archie Goodwin : assistant de Nero Wolfe, et narrateur du récit
- Sarah Rackham : cliente de Nero Wolfe
- Calvin Leeds : cousin de Sarah Rackham
- Barry Rackham : mari de Sarah Rackham
- Lina Darrow : secrétaire de Sarah Rackham
- Annabel Frey : belle-fille de Sarah Rachham
- Oliver Pierce et Dana Hammond : amis de la famille Rackham
- Marko Vukcic : vieil ami de Nero Wolfe
- Arnold Zeck : chef d'une organisation criminelle
- Pete Roeder : malfrat à la solde de Zeck
- Max Christy : malfrat à la solde de Zeck
- Cleveland Archer : district attorney de Westchester
- Ben Dykes : détective de l'agence Westchester County
- Lily Rowan : riche héritière dont Archie tombe amoureux
- L'inspecteur Cramer : membre de la brigade des homicides de New York

## Résumé
Femme aussi laide que riche, Sarah Rackham, mariée depuis un peu plus de trois ans à l'ancien champion de football américain Barry Rackham, s'adresse à Nero Wolfe pour connaître la source des revenus de son époux. Elle avait mis un frein aux dépenses de son mari, mais a découvert qu'il continue sur le même train de vie. Nero Wolfe accepte de se charger de l'affaire, mais reçoit peu après un coup de téléphone du grand caïd Arnold Zeck qui lui ordonne de laisser tomber cette enquête. Mais Archie Goddwin se rend en banlieue chez les Rackham pour entreprendre des investigations. Le soir même, les corps de Mme Rackham et son doberman sont retrouvés sans vie. Archie regagne New York. Quand il arrive devant l'immeuble où réside Nero Wolfe, il trouve la porte grande ouverte et le personnel lui apprend que Nero Wolfe est parti durant la nuit et qu'il a laissé trois lettres où il demande, notamment, de ne pas se lancer à sa recherche. Wolfe n'a pris qu'une valise et organisé la vente de son appartement. Une annonce envoyée à la presse précise qu'il prend sa retraite et quitte définitivement la profession de détective. L'inspecteur Cramer, qui impose un interrogatoire à Archie en raison du meurtre de Sarah Rackham, est atterré de constater que Zeck est parvenu à effrayer Nero Wolfe.
Trois semaines passent. L'affaire Rackham piétine. Des agents du F.B.I. tentent de trouver des empreintes incriminantes et ordonnent une mise en garde à vue de Barry Rackham, sans résultat. De son côté, Archie Goodwin ne reprend l'enquête qu'au début mai, après un appel pressant d'Annabel Frey, la belle-fille de la victime, mais il n'arrive à rien. Ce n'est qu'à la fin août que Max Christy, un petit malfrat à la solde de Zeck, organise une rencontre entre Archie et un certain Roeder. À partir de ce moment, l'affaire prend une tout autre direction.   

## Particularités du roman
Après, Ici, Radio New York et La Seconde Confession, c'est le troisième et dernier volet d'une trilogie où s'opposent Nero Wolfe et le baron du crime Arnold Zeck.

## Éditions
Édition originale en anglais
- (en) Rex Stout, In the Best Families, New York, Viking Press, 1950

Éditions françaises
- (fr) Rex Stout (auteur) et Madeleine Michel-Tyl (traducteur), Ça arrive dans les meilleures familles [« In the Best Families »], Paris, Fayard, coll. « L’Homme aux orchidées no 13 », 1951, 222 p. (BNF 32649461)
- (fr) Rex Stout (auteur) et Madeleine Michel-Tyl (traducteur) (trad. de l'anglais), Ça arrive dans les meilleures familles [« In the Best Families »], Paris, Librairie des Champs-Élysées, coll. « Le Club des Masques no 236 », 1975, 188 p. (ISBN 2-7024-0122-8, BNF 34567316)
- (fr) Rex Stout (auteur), Madeleine Michel-Tyl (traducteur) et Marie-Caroline Aubert (traducteur) (trad. de l'anglais), Ça arrive dans les meilleures familles [« In the Best Families »], Paris, Librairie des Champs-Élysées, coll. « Le Masque no 2480 », 2003, 221 p. (ISBN 2-7024-3099-6, BNF 39035007)
  - Cette édition propose la première traduction française intégrale du roman.

## Adaptation à la télévision
- 1981 : In the Best Families, saison 1, épisode 7 de la série télévisée américaine L'Homme à l'orchidée réalisé par George McCowan, d’après le roman Ça arrive dans les meilleures familles, avec William Conrad dans le rôle de Nero Wolfe, et Lee Horsley dans celui d’Archie Goodwin.

## Sources
- André-François Ruaud, Les Nombreuses Vies de Nero Wolfe - Un privé à New York, Lyon, Les moutons électriques, coll. Bibliothèque rouge, 2008  (ISBN 978-2-915793-51-2)
- J. Kenneth Van Dover, At Wolfe's Door: The Nero Wolfe Novels of Rex Stout, 2e édition, Milford Series, Borgo Press, 2003  (ISBN 0-918736-51-X).